# Longevity Brand
Longevity Brand (вьетнам. Sữa Ông Thọ) — бренд консервированного сгущённого молока, зарегистрированный компанией FrieslandCampina (ранее — Friesland Foods) и распространяемый компанией Sun Hing Foods, Inc. в США и Канаде. Сгущённое молоко Sữa Ông Thọ является популярным ингредиентом вьетнамского ледяного кофе (cà phê sữa đá), различных напитков и других вьетнамских десертов.

## История
Сгущённое молоко Longevity Brand массово производилось в районе Сайгон-Бьенхоа и широко потреблялось в Республике Вьетнам. До 1975 года продукт производился компанией Friesland Foods (ныне FrieslandCampina). Сгущённое молоко Longevity Brand добавляли в кофе, смешивали с горячей водой для получения горячего молока для младенцев (поскольку свежее молоко было дорогим, и его приходилось импортировать), а также использовали для макания французского багета (bánh mì) и в других десертных блюдах.

## Название
Название Ông Thọ является вьетнамской отсылкой к персонифицированному астрологическому божеству Долголетия (Thọ), представляющему долгую жизнь, одному из трёх астрологических божеств в традиционной даосской концепции Phước Lộc Thọ. Другими божествами являются Удача (Phước) и Процветание (Lộc).

## Национализация
После падения Сайгона в 1975 году фабрики по производству Sữa Ông Thọ, наряду со всей другой коммерческой и частной собственностью, были коллективизированы коммунистами, а предприятия перешли в ведение государственной компании Vinamilk, которая продолжила производить сгущённое молоко Sữa Ông Thọ под тем же названием, использовавшимся внутри страны и в других странах Индокитая.
После 1975 года компания Friesland Foods продолжила производство сгущённого молока Sữa Ông Thọ — Longevity Brand в США и Канаде для североамериканского рынка, особенно для зарубежных вьетнамских потребителей, и всё больше для западных потребителей, поскольку популярность вьетнамского кофе и вьетнамской кухни в целом растёт. В Северной Америке продукция бренда Longevity — Sữa Ông Thọ широко распространяется в азиатских супермаркетах и, чаще всего, в обычных супермаркетах. В 2002 году компания Friesland подала в суд на Vinamilk за распространение бренда в США. В Северной Калифорнии компания Sun Hing Foods, Inc. является единственным дистрибьютором бренда Longevity в Канаде и США.

## Галерея

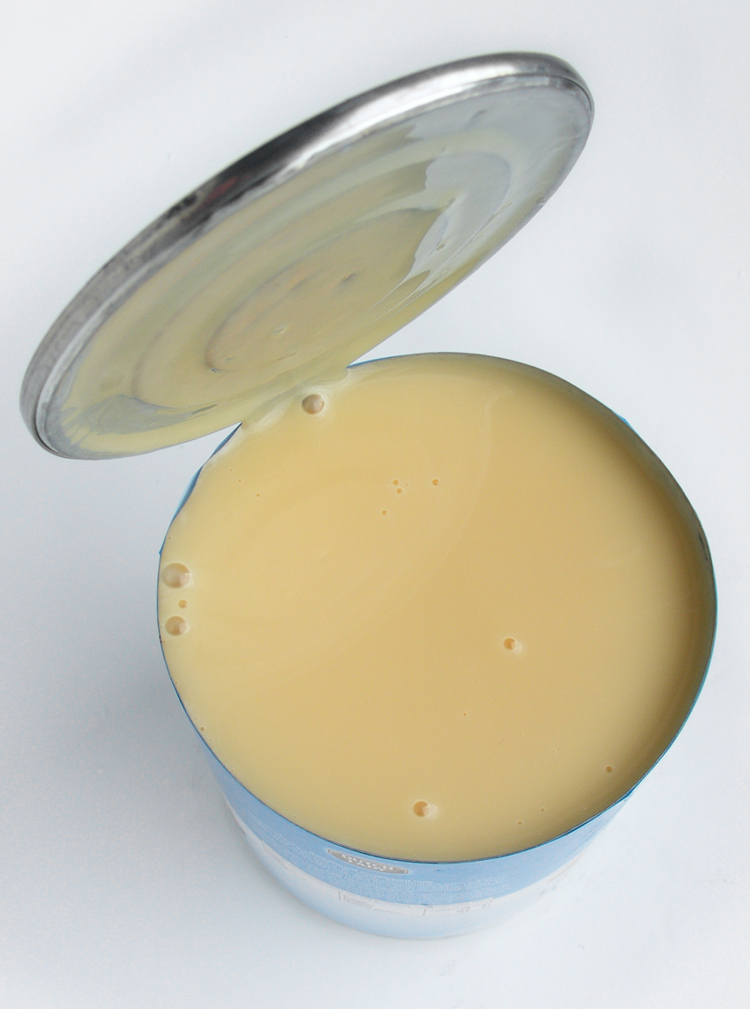
Сгущённое молоко
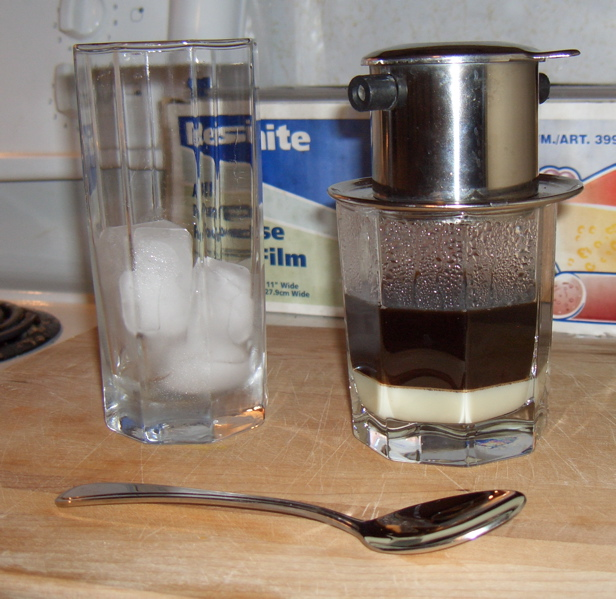
Вьетнамское кофе (Cà phê sữa đá)
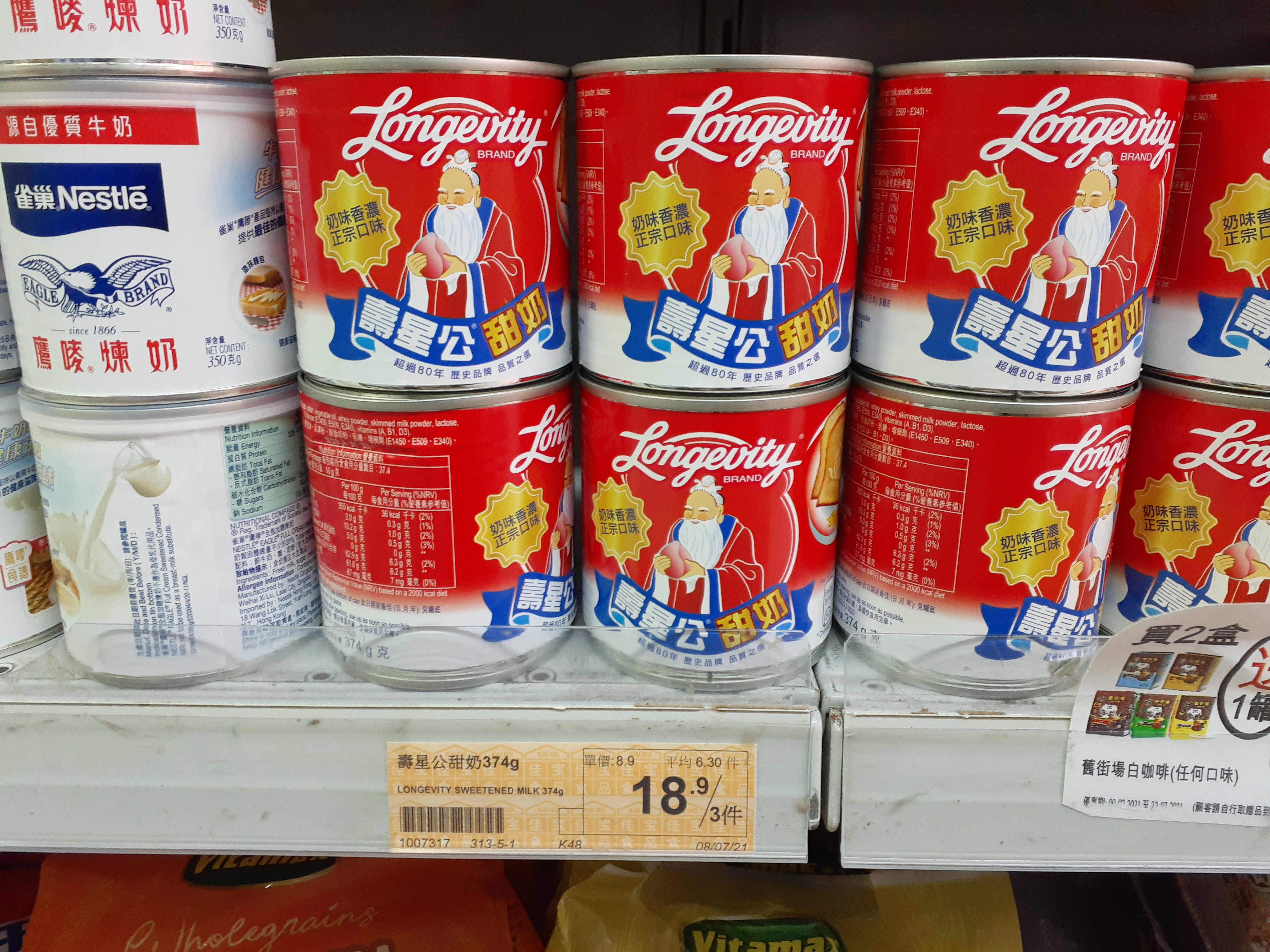
Продукция бренда Sữa Ông Thọ в супермаркете в Гонконге